# 澀川市
澀川市（日语：／ Shibukawa shi */?）是日本群馬縣中部，關東平原西北部的城市。距離東京都約有120公里的距離。古代該市是宿場町。現在則是前橋市和群馬縣北部主要城市沼田市之間的交通中轉地。也是前往日本國內幾個知名溫泉（草津温泉、伊香保温泉、四万温泉）的交通要點。

## 基本概況
- 面積：240.42km²
- 人口：87,468人 
  - 男性：42,717人
  - 女性：44,751人
- 家庭数：29,240戶
- 人口密度：363.81人/km²